# 極樂街
《極樂街》是日本漫畫家佐乃夕斗創作的少年漫畫，2022年7月4日起在《Jump Square》開始連載。。故事主要舞台設定在日本，講述表面在「極樂街」地區開設解決疑難雜症「解決屋」、實為退治「禍」的抗禍機構「蛇穴」成員早乙女道與亞瑠馬的奇異經歷。
本作也在日本動漫新聞網站《Anime！Anime！》的投票調查「2024下半年版 最想動畫化的漫畫作品？」名單榜上有名。

## 故事概要
本作故事主要舞台設定於日本，但和現實有所區別，在本作世界觀中存在著半人半獸外型、被人類通稱「獸人」的存在，還有從生物遺體轉化而成、獵食人類的怪物「禍」，針對特定「獸人」的犯罪與「禍」引發的事件層出不窮，某些致力對抗「禍」的人員更成立組織，協助遭受「禍」危害的人們解除危機。
早乙女道和亞瑠馬是居住在名為「極樂街」的地區開設「解決屋」的雙人組，但兩者的真實身分是隸屬對抗「禍」的組織「蛇穴」的成員，故事便環繞在道和亞瑠馬解決「獸人」與「禍」相關事件中遭遇的人事物。

## 登場人物

### 主要人物
亞瑠馬（Aruma，有真）
本作男主角。15歲，身高170公分，生日：1月16日。
紅頭髮，身體素質很好，食量很大，食物掉在地上3秒會撿起來，會透過嗅覺判斷一個人是否在說謊。極樂街解決事務所殺手，也是抗禍機構「蛇穴」的成員。
血液是製作道的彈藥來源，需要定期抽血，本人非常討厭抽血，可以排進討厭的事情前三。
是「禍」和人類生下的「半禍之子」。只有得到道的許可才能拔出胸口的束縛「繋縛之杭」，會變成一個惡魔般的人，手持一把由禍的血液製成的巨大中式廚刀外形的刀。但如果沒有道的許可，就拔不出「繫縛之杭」，是亞瑠馬的弱點。
早乙女道（Tao Saotome，早乙女陶）
本作女主角。25歲，身高178公分（加鞋跟184公分），生日：12月6日。
身材高挑，戴著圓形墨鏡，留著中分瀏海、銀色辮子髮型，和亞瑠馬一樣，衣著為中式服裝。
平時都是面無表情，生氣起來很恐怖，有抽菸習慣，時常叫亞瑠馬買菸，據亞瑠馬表示道已經抽菸抽到舌頭嚐不出味道了，平時也不在意東西混著吃，食量意外的很好。
極樂街解決事務所老闆，也是抗禍機構「蛇穴」的成員。雖然表面上是經營著「事務所」，但實際上解決「禍」引發的怪奇事件，才是真正的工作。
武器是手槍，使用由亞瑠馬的血液製成的彈藥來消滅「禍」。

### 蛇穴
伴辰臣（Tatsuomi Ban，馬辰男）
27歳，蛇穴的情報員。出身於關西地方，身高略高於185公分，生日：8月5日。
經常以高價出售情報，亞瑠馬稱他為「守財奴」。
喜歡道，也會向其他女人示好，偶爾會打折或免費向道提供情報。
寶井寧（Nei Takarai）
16歳，蛇穴的殺手。身高153公分（加鞋跟158公分），生日：3月3日。
劍術高超，擁有一擊斬殺「禍」的力量。
工作狂，個性努力又不服輸，第一人稱是使用僕( ぼく )，喜歡得到稱讚，認為稱讚是讓自己努力工作的重要原因。
血液比其他人的更為美味，擁有引誘「禍」的功用。
鐡與喜（Yoki Kurogane，尤基）
53歳，有著犬系外貌的男獸人，蛇穴的技師。身高高於200公分，生日：11月10日。
非常富有，每當成員執行任務造成當地財物損失時，經常說「沒關係，只要你們活著就好，老夫有錢」，但經常為道等人造成的高額損失傷透腦筋。會為道等人製造武器。
鐵達羅（Dara Kurogane，達拉）
29歳，身高160公分，生日：4月10日。
戴著護目鏡的長髮女子，乍看是個冷酷的女人，實際上是個很有愛的人。和與喜一樣，會為道等人製造武器。
妹尾劉（Seno Ryu）
約40多歲，身高約190公分，生日：10月1日。
被與喜的酒賄賂來訓練亞瑠馬的中年男人，曾經也訓練過道和寧。

## 出版書籍
| 卷數 | 集英社        | 集英社                 | 尖端出版      | 尖端出版                                               | 柒海动漫  | 柒海动漫               |
| 卷數 | 發售日期      | ISBN                   | 發售日期      | ISBN / EAN                                             | 發售日期  | ISBN                   |
| ---- | ------------- | ---------------------- | ------------- | ------------------------------------------------------ | --------- | ---------------------- |
| 1    | 2022年11月9日 | ISBN 978-4-08-882740-7 | 2024年2月5日  | ISBN 978-626-37-7526-8                                 | 2024年6月 | ISBN 978-7-5586-2971-6 |
| 2    | 2023年4月9日  | ISBN 978-4-08-883462-7 | 2024年2月5日  | ISBN 978-626-37-7527-5                                 | 2024年6月 | ISBN 978-7-5586-2971-6 |
| 3    | 2023年12月9日 | ISBN 978-4-08-883725-3 | 2024年8月16日 | ISBN 978-626-37-7958-7 EAN 471-770-22-9665-0（特裝版） |           | ISBN 978-7-5586-3243-3 |
| 4    | 2024年9月4日  | ISBN 978-4-08-884042-0 | 2025年7月29日 | ISBN 978-626-43-4012-0 EAN 471-770-22-9867-8（特裝版） |           | ISBN 978-7-5586-3243-3 |

## 外部連結
- 漫畫官方網站 - Jump Square （日語）